# Hal Ashby
Hal Ashby (* 2. September 1929 in Ogden, Utah; † 27. Dezember 1988 in Malibu, Kalifornien) war ein US-amerikanischer Filmregisseur und Filmeditor. Seine größten Erfolge feierte er in den 1970er-Jahren mit Filmen wie Harold und Maude, Das letzte Kommando, Coming Home und Willkommen Mr. Chance. Er gilt als bedeutender Vertreter des „New Hollywood“-Kinos.

## Leben und Werk
Ashbys mormonische Eltern ließen sich früh scheiden. Er lebte beim Vater, der sich dann das Leben nahm (Hal fand seine Leiche). Ashby war mit 19 bereits wieder geschieden, als er sich dazu entschloss, von Utah nach Kalifornien zu gehen. Er hatte zwar keine höhere Schulbildung, bekam aber trotzdem eine Anstellung in der Presseabteilung bei Universal. Im Filmgeschäft angekommen, arbeitete er bald als Schnitt-Assistent bei mehreren Filmstudios. So war er ab Mitte der 1950er-Jahre an mehreren Filmen von William Wyler wie Lockende Versuchung, Weites Land und Infam als Schnittassistent beteiligt.
Seine ersten eigenverantwortlichen Werke als Filmeditor waren Tod in Hollywood von Tony Richardson und Cincinnati Kid von Norman Jewison, die beide 1965 in die Kinos kamen. Danach folgten weitere Aufträge als hauptverantwortlicher Filmeditor. Für den ebenfalls unter der Regie Jewisons entstandenen Film In der Hitze der Nacht erhielt Ashby 1968 den Oscar in der Kategorie Bester Schnitt.
Die Zusammenarbeit mit Jewison führte ihn schließlich zur Regie. Sein Debüt als Regisseur gab er 1970 mit dem von Jewison produzierten Film Der Hausbesitzer, der ihn zu einem der Protagonisten des New Hollywood machte. Sein zweiter Film, Harold und Maude von 1972, schien zunächst ein Misserfolg, er avancierte jedoch im Nachhinein zum Klassiker. Die Liebesgeschichte des todessehnsüchtigen jungen Harold (gespielt von Bud Cort) und der aufsässigen alten Dame Maude (gespielt von Ruth Gordon) lockt noch heute Zuschauer in die Kinos. Auch ansonsten sind in Ashbys Filmen oftmals Außenseiter die tragenden Figuren, ähnlich wie er selbst in Hollywood als Außenseiter oder Rebell wahrgenommen wurde. Im Jahr darauf folgte das Drama Das letzte Kommando über zwei Matrosen der United States Navy, die einen übermäßig hart abgeurteilten dritten Matrosen im Gefängnis abliefern sollen und darüber Zweifel bekommen. Der Film erhielt drei Oscar-Nominierungen, darunter eine für Hauptdarsteller Jack Nicholson.
Die 1970er-Jahre waren die mit Abstand erfolgreichste Dekade in der Karriere von Ashby, und seine Filme wurden regelmäßig für große Filmpreise wie den Oscar oder den Golden Globe berücksichtigt. Die Komödie Shampoo mit Warren Beatty in der Hauptrolle eines Friseurs und Frauenhelden war 1975 populär. Die mit zwei Oscars ausgezeichnete Film Dieses Land ist mein Land von 1976 setzte dem Folksänger Woody Guthrie ein Denkmal. Sein 1978 erschienener Film Coming Home – Sie kehren heim schildert kritisch die psychischen und körperlichen Auswirkungen des Vietnamkrieges auf die Veteranen wie auch ihre Angehörigen. Coming Home wurde für acht Oscars nominiert und gewann davon drei, darunter für die Hauptdarsteller Jon Voight und Jane Fonda. Als Ashbys letzter großer Erfolg gilt die Tragikomödie Willkommen Mr. Chance (1979) mit Peter Sellers in der Hauptrolle, unter anderem eine Satire auf die Auswirkungen der modernen Massenmedien. 
In den 1980er Jahren konnte Ashby nicht mehr an seine früheren Erfolge anknüpfen. So fiel beispielsweise die romantische Komödie Die Frau des Profis (1985) nach einem Drehbuch von Neil Simon sowohl bei Kritikern als auch bei der Zuschauerschaft durch. Als ein Grund für seinen nachlassenden Erfolg werden auch seine zunehmenden Alkohol- und Drogenprobleme in dieser Zeit genannt. Ashbys Biograf Nick Dawson verweist aber auch das Ende der New-Hollywood-Ära um 1980 und das danach folgende, verstärkt nur noch auf Kommerz ausgerichtete Hollywood-Kino der 1980er-Jahre; in diesem veränderten Hollywood habe der ungewöhnliche Regisseur Ashby nicht mehr Fuß fassen können. Seinem letzten Kinofilm 8 Millionen Wege zu sterben von 1986 wird zugeschrieben, noch einmal zumindest teilweise an seine frühere Qualität angeknüpft zu haben. Da Ashby inzwischen in Hollywood als langsam bei der Postproduktion verschrien war, wurde er mit dem Ende der Dreharbeiten von 8 Millionen Wege zu sterben gefeuert. Danach erhielt er keine Aufträge für Kinofilme mehr. 1987 führte er Regie bei dem Fernseh-Pilotfilm Beverly Hills Buntz, einem erfolglosen Spin-off der Serie Beverly Hills Blues. Der gemeinsam mit Graham Chapman entwickelte Fernseh-Pilotfilm Jake's Journey stellte 1988 Ashbys letzte Regiearbeit dar. Sowohl Chapman als auch Ashby waren aber zu krank, das Projekt noch weiter fortzuführen.
Im Dezember 1988 starb Hal Ashby im Alter von 59 Jahren an den Folgen einer Krebserkrankung. Er war insgesamt fünfmal verheiratet, wobei alle Ehen geschieden wurden, und Vater mehrerer Kinder. Seine fünfte und letzte Ehefrau war die Schauspielerin Joan Marshall, mit der er von 1969 bis 1970 verheiratet war.

## Filmografie (Auswahl)

### Regie
- 1970: Der Hausbesitzer (The Landlord)
- 1971: Harold und Maude (Harold and Maude)
- 1973: Das letzte Kommando (The Last Detail)
- 1975: Shampoo (Shampoo)
- 1976: Dieses Land ist mein Land (Bound for Glory)
- 1978: Coming Home – Sie kehren heim (Coming Home)
- 1979: Willkommen Mr. Chance (Being There)
- 1980: Herz aus zweiter Hand (Second-Hand Hearts)
- 1981: Rocks Off! – The Rolling Stones US-Tour ’81 (Let’s Spend the Night Together)
- 1982: Zwei in der Tinte (Lookin’ to Get Out)
- 1985: Die Frau des Profis (The Slugger’s Wife)
- 1986: 8 Millionen Wege zu sterben (8 Million Ways to Die)
- 1987: Beverly Hills Buntz (Fernseh-Pilotfilm)
- 1988: Jake's Journey (Fernseh-Pilotfilm)

### Schnitt
- 1965: Tod in Hollywood (The Loved One)
- 1965: Cincinnati Kid (The Cincinnati Kid)
- 1966: Die Russen kommen! Die Russen kommen! (The Russians Are Coming, the Russians Are Coming)
- 1967: In der Hitze der Nacht (In the Heat of the Night)
- 1968: Thomas Crown ist nicht zu fassen (The Thomas Crown Affair)
- 1969: Gaily, Gaily (Gaily, Gaily)

## Auszeichnungen
Oscar
- 1967: nominiert in der Kategorie Bester Schnitt für Die Russen kommen! Die Russen kommen!
- 1968: Oscar in der Kategorie Bester Schnitt für In der Hitze der Nacht
- 1979: nominiert in der Kategorie Beste Regie für Coming Home – Sie kehren heim

Golden Globe Award
- 1976: nominiert in der Kategorie Bester Film – Komödie oder Musical für Shampoo
- 1977: nominiert in der Kategorie Bester Film – Drama und Beste Regie für Dieses Land ist mein Land
- 1979: nominiert in der Kategorie Bester Film – Drama und Beste Regie für Coming Home – Sie kehren heim
- 1980: nominiert in den Kategorien Bester Film – Komödie oder Musical und Beste Regie für Willkommen Mr. Chance

British Academy Film Award
- 1975: nominiert in der Kategorie Bester Film für Das letzte Kommando
- 1981: nominiert in der Kategorie Bester Film für Willkommen Mr. Chance

weitere Filmpreise
- 1974: Goldene Ähre der Semana Internacional de Cine de Valladolid für Harold und Maude
- 1978: Preis der Los Angeles Film Critics Association in der Kategorie Bester Film für Coming Home – Sie kehren heim
- 1979: Gilde-Filmpreis in Gold für Coming Home – Sie kehren heim